# 郵便為替法
郵便為替法（ゆうびんかわせほう、昭和23年6月26日法律第59号）は、郵便為替を簡易で確実な送金の手段としてあまねく公平に利用させることによって、国民の円滑な経済活動に資することを目的として1948年（昭和23年）に制定された法律である。
郵政民営化法等の施行に伴う関係法律の整備等に関する法律（平成17年法律第102号）2条の規定により、2007年10月1日に日本郵政公社法などとともに廃止された。

## 構成
- 第1章 - 総則（第1条～第24条）
- 第2章 - 普通為替（第25条～第33条）
- 第3章 - 電信為替（第34条～第38条）
- 第4章 - 定額小為替（第38条の2）
- 第5章 - 雑則（第38条の3～第38条の7）
- 第6章 - 罰則（第38条の8）